# Thomas Arboe
Thomas Arboe (22. september 1836 i Rønne – 8. februar 1917 i Charlottenlund) var en dansk arkitekt.

## Uddannelse og krigsdeltagelse
Arboe var søn af købmand, konsul Otto Henrik Arboe og Oliva Elisabeth Saxtorph. Thomas Arboe var i murerlære og gik samtidig på Kunstakademiets bygningsskole og ornamentskole fra januar 1855 til 1862 (uden at tage afgang). Han var også elev af G.F. Hetsch og N.S. Nebelong. Han deltog i 2. Slesvigske Krig som sekondløjtnant og var med i Slaget ved Dybbøl. Han konkurrerede i 1862-63 til sølvmedaljen, men krigen forhindrede hans deltagelse i konkurrencen. I hæren steg han til kaptajnsrang. Han var Ridder af Dannebrog.

## Karriere
Fra 1868 var han arkitekt ved de jysk-fynske jernbaners (fra 1880: Statsbanerne) tegnestue i Aarhus, hvis leder var N.P.C. Holsøe, og blev ved siden af Mathias Bidstrup Bornholms berømteste arkitekt. Arboe arbejdede mest med offentlige bygnininger særligt stationsbyggeri og var en typisk, om end ikke betydelig repræsentant for traditionen fra 1850-60 med dens lineære murstensstil i rødt og gult, der i så høj grad kom til at præge bl.a. det tidlige stationsbyggeri i Danmark.
Arboe blev gift 9. juni 1867 i Gentofte med Charlotte Amalie Petersen (14. maj 1832 i København – 19. februar 1921 i Charlottenlund), datter af møller Ole Petersen og Charlotte Amalie Møller. Han er begravet på Gentofte Kirkegård.

## Bygningsværker (udvalg)

### Jernbanestationer
- Hjørring (1871, sammen med N.P.C. Holsøe)
- Guldager (1874, fredet 1992)
- Stationerne på Randers-Hadsund Jernbane (1883)
- Stationerne på Hads-Ning Herreders Jernbane (Odderbanen) (1884): Odder Station m.fl.
- Tommerup 2 (1884, fredet 1992)
- Kolding 2 (1884)
- Århus H 2 (1884, sammen med oberst W.A. Thulstrup, nedrevet 1929)[2]
- Ombygning og udvidelse af Odense 2 (1885, sammen med oberst W.A. Thulstrup, nedrevet 1914)[3]
- Stationerne på Skagensbanen (1890): Skagen 1 (nedrevet 1916) m.fl.
- Nyborg 3 (1891)
- Løgstør (1893)
- Hobro 2 (1893, fredet 1992)
- Ålestrup Station (1893)
- Stationerne på Vejle-Give Jernbane (1894)
- Stationerne på strækningen Kagerup-Helsinge (1897)
- Charlottenlund 2 (1898)
- Hadsund Nord (1900)
- Ålborg 2 (1900, fredet 1992)

### Andet
- Rådhuset i Nibe (1872)
- Post- og Telegrafbygningen i Horsens (1880-81, forhøjet 1898)
- Hobro Amtssygehus (1880-81)
- Aarhus Amtssygehus, mellem Godthåbsgade/Kroghsgade/Ingerslevs Boulevard, senere Sct. Annagades Skole (1880-82, epidemibygning 1888-89, kirurgisk afd. udvidet 1906-07 af Rudolf Frimodt Clausen, alt nedrevet 2014)[4]
- Aarhus Kommunehospital, kirurgisk afd. og tuberkuloseafd., Nørrebrogade/Nørre Boulevard (1889-93, senere udvidet 1931 af Axel Høeg-Hansen & Harald Salling-Mortensen og 1933-35 af Kay Fisker & C.F. Møller)[5]
- Rønne Sygehus (1890-92, senere udvidet)
- Grenå Arrest
- Sæby Toldkammer